# نيكولاس غودريك-كلارك
نيكولاس غودريك-كلارك (بالإنجليزية: Nicholas Goodrick-Clarke)‏ (15 يناير 1953 – 29 أغسطس 2012) كان مؤرخًا بريطانيًا وأستاذًا في الباطنية الغربية بجامعة إكستر، اشتهر بتأليفه للعديد من الكتب العلمية حول التاريخ الألماني بين الحربين والتقاليد الباطنية.

## النشأة والتعليم
ولد غودريك-كلارك بلنكولن في المملكة المتحدة في 15 يناير 1953، وكان عارضًا مفتوحًا في كلية لانسنغ. درس في جامعة برستل اللغة الألمانية، والسياسة، والفلسفة وحصل على البكالوريوس بامتياز. وبالانتقال إلى كلية القديس إدموند في أكسفورد، أخذ غودريك-كلارك شهادة دكتور في الفلسفة مع أطروحة حول إحياء الغيبيات والثيوصوفية الحديثة في نهاية القرن التاسع عشر.

## المسيرة المهنية
كانت أطروحة دكتوراه غودريك-كلارك في أكسفورد هي الأساس لعمله الأكثر شهرة، جذور النازية الغامضة. هذا الكتاب مطبوع باستمرار منذ نشره لأول مرة عام 1985، وقد تُرجم إلى اثنتي عشرة لغة. تشمل الأعمال اللاحقة كتابه باراسيلسوس: قراءات أساسية، الذي نُشر في عام 1990، والشمس السوداء: الآريون، النازية الباطنية، وسياسة الهوية.
في حياته المهنية المتنوعة، عمل غودريك كلارك كمدير مدرسة ومصرفي وجامع تبرعات ناطح لحملة أكسفورد. في عام 2002، تم تعيين غودريك-كلارك باحثًا في علم الباطنية الغربية في جامعة لامبيتر، ثم في عام 2005 تم تعيينه في كرسي شخصي في قسم التاريخ في جامعة إكستر. وكأستاذ في الباطنية الغربية ومدير مركز إكستر لدراسة الباطنية (EXESESO)، طور غودريك-كلارك درجة ماجستير ناجحة في التعلم عن بعد في الباطنية الغربية وأشرف بنجاح على عدد من طلاب الدكتوراه. كَتب أثناء وجوده في إكستر كتاب التقاليد الغربية الباطنية: مقدمة تاريخية، الذي نُشر في عام 2008. 
في عام 1983، كان غودريك-كلارك أحد الأعضاء المؤسسين لـ"The Society"، وهي جمعية غير رسمية مقرها لندن للباحثين المحترفين والهواة في مجال الباطنية، بما في ذلك إليك هاو، والناشر مايكل كوكس، وجون هاميل، وباحثُ الصليب الوردي، كريستوفر ماكنتوش. كان غودريك-كلارك عضوًا مؤسسًا في كل من الجمعية الأوروبية لدراسة الباطنية الغربية ورابطة دراسة الباطنية في أمريكا. كان عضوًا في هيئة التدريس في مركز نيويورك المفتوح من عام 1995.

## الحياة اللاحقة والموت
كان غودريك-كلارك مدير مركز دراسة الإيزوتيريك (EXESESO) في كلية العلوم الإنسانية في إكستر حتى وفاته في 29 أغسطس 2012. بقيت زوجته كلير التي تزوجها عام 1985.

## فهرس
- جذور النازية الغامض: The Ariosophists of Austria and Germany, 1890–1935, ...1985 – (ردمك 0-85030-402-4)
- Enchanted City – Arthur Machen and Locality: Scenes from His Early London Years, 1880–85, ... 1987 – (ردمك 0-948482-03-6)
- The Western Esoteric Traditions: A Historical Introduction ... 1988 – (ردمك 0-19-532099-9)
- Hitler's Priestess: Savitri Devi, the Hindu-Aryan Myth and Neo-Nazism, ...1998–2000 – (ردمك 0-8147-3111-2)
- Unknown Sources: National Socialism and the Occult, co-authored with Hans Thomas Hakl – (ردمك 1-55818-470-8)
- Black Sun: Aryan Cults, Esoteric Nazism, and the Politics of Identity, ...2002 – (ردمك 0-8147-3155-4)
- هيلينا بتروفنا بلافاتسكي, edited and introduced by Goodrick-Clarke, ...2004 – (ردمك 1-55643-457-X)
- G.R.S. Mead and the Gnostic Quest, by G. R. S. Mead, edited and introduced by Clare Goodrick-Clarke and Nicholas Goodrick-Clarke, 2005 – (ردمك 1-55643-572-X)

### مساهمات
- Handbook of the Theosophical Current, 2013 (ردمك 978-90-04-23596-0)
- Constructing Tradition: Means and Myths of Transmission in Western Esotericism, 2010 (ردمك 978-90-04-19114-3)
- إمانول سفيدنبوري: Visionary Savant in the Age of Reason by Ernst Benz, translated and introduced by Goodrick-Clarke – (ردمك 0-87785-195-6) .
- براكلسوس: Essential Readings, edited by Goodrick-Clarke – (ردمك 1-55643-316-6) .
- Swedenborg and New Paradigm Science by Ursula Groll, translated by Goodrick-Clarke – (ردمك 0-87785-303-7) .
- The Rosicrucian Enlightenment Revisited, 1999 – (ردمك 0-940262-84-3)
- Decadence and Innovation: Austro-Hungarian Life and Art at the Turn of the Century, 1989 (ردمك 0-297-79559-7)
- Dreamer of the Day: فرانسيس باركر يوكي and the Postwar Fascist International by Kevin Coogan, foreword by Goodrick-Clarke, Autonomedia, بروكلين, NY 1998 – (ردمك 1-57027-039-2) .
- Rudolf Steiner by رودلف شتاينر (Author), Richard Seddon (Editor), Nicholas Goodrick-Clarke (Preface) Publisher: North Atlantic Books (ردمك 1556434901) (ردمك 9781556434907)

## روابط خارجية
- نيكولاس غودريك-كلارك على موقع IMDb (الإنجليزية)
- EXESESO (مركز إكستر لدراسة الباطنية)
- نيكولاس غودريك-كلارك في قاعدة بيانات الأفلام على الإنترنت